# Il boia di New York
Il boia di New York (This Way for a Shroud) è un romanzo di giallo del 1953 scritto da James Hadley Chase. È il numero 352 della serie Il Giallo Mondadori.

## Trama
June Arnot, una famosa attrice cinematografica viene trovata morta nella sua villa, insieme a tutti i suoi domestici: l'investigatore Paul Conrad, sospetta di Jack Maurer, il boss mafioso più importante della California.
Dopo le prime indagini scopre che l'unica testimone è Frances Coleman, una giovane comparsa terrorizzata e riluttante, anche a causa del fatto di essere figlia di un serial killer. Conrad cercerà di proteggere la ragazza dal killer della mafia Vito Ferrari ma, nonostante tutti i suoi sforzi, non riuscirà nell'impresa di salvare la ragazza, che Ferrari uccidera' facendola cadere dalla finestra dell'albergo dove la stessa si trovava sotto protezione della polizia. Vito Ferrari sara' il vero trionfatore, in quanto uccidera' Maurer e si mettera' con la donna di quest'ultimo, Dolores, di cui si era invaghito.
Il romanzo è ambientato nell'immaginaria città californiana di Pacific City.

## Opere derivate
Nel 1993, dal romanzo è stato realizzato il telefilm Morte a contratto, regia di Gianni Lepre. I protagonisti sono Eleonora Brigliadori, Andrea Prodan e Giampiero Bianchi.

## Edizioni
- James Hadley Chase, Il boia di New York, traduzione di Lidia Lax, I Classici del Giallo Mondadori n° 352, Milano, Arnoldo Mondadori Editore, 1980,  p. 297.